# KAMINI
KAMINI (Kalpakkam Mini Reactor) é um reator de pesquisa no Centro de Pesquisas Atômicas Indira Gandhi em Kalpakkam, Índia. Alcançou criticidade pela primeira vez no dia 29 de outubro, 1996. Projetado e construído conjuntamente pelo Centro de Pesquisas Atômicas Bhabha (BARC) e Centro de Pesquisas Atômicas Indira Gandhi (IGCAR) possui potência térmica máxima de 30 KW.
O KAMINI é resfriado e moderado por água leve e usa como combustível o urânio-233 produzido pelo ciclo do combustível do tório utilizado pelo reator vizinho FBTR. 
É o único reator experimental do mundo baseado em tório por volta de 2006 e foi o primeiro reator no mundo projetado especificamente para o uso de urânio-233 combustível. O uso de grandes reservas de tório para produzir combustível nuclear é uma estratégia-chave do programa de energia nuclear da Índia.